# Dipcadi ndelleense
Dipcadi ndelleense är en sparrisväxtart som beskrevs av Auguste Jean Baptiste Chevalier. Dipcadi ndelleense ingår i släktet Dipcadi och familjen sparrisväxter. Inga underarter finns listade i Catalogue of Life.